# Brad Watson
Pour les articles homonymes, voir Watson.
Brad Watson, né le 24 juillet 1955 à Meridian, au Mississippi, et mort le 8 juillet 2020 est un écrivain américain.

## Biographie
En 1978, il obtient un diplôme d'anglais de l'université d'État du Mississippi avant de poursuivre ses études en littérature à l'université de l’Alabama.
Après avoir exercé plusieurs métiers dans le milieu de la presse et de la publicité, il retourne à l'université de l’Alabama pour enseigner l'écriture créative. Il se consacre aussi à l'écriture et publie son premier recueil de nouvelles, Last Days of the Dog Men, en 1996. Son premier roman, Le Paradis perdu de Mercury (The Heaven of Mercury, 2002), est finaliste du National Book Award.
Selon la revue Lire, il est « un styliste d'une puissance extraordinaire, voilà ce qu'est Brad Watson, auteur d'un roman qui dissèque l'âme du Sud américain à travers les amours contrariées d'un obscur journaliste tout au long du XXe siècle. Brad Watson est l'un des écrivains les plus novateurs, tant par la langue que par les thèmes ».

## Œuvre

### Romans
- The Heaven of Mercury (2002) Le Paradis perdu de Mercury, traduit par Jacques Tournier, Paris, Éditions des Deux Terres, 2005 ; réédition, Paris, LGF, coll. « Le Livre de poche » no 30766, 2007  (ISBN 978-2-253-11581-6)
- Miss Jane (2016) Miss Jane, traduit par Marc Amfreville, Paris, Éditions Grasset, coll. « En lettres d'ancre », 2018 ; réédition, Paris, LGF, coll. « Le Livre de poche » no 35722, 2020  (ISBN 978-2-253-23798-3)

### Recueils de nouvelles
- Last Days of the Dog-Men (1996)
- Aliens in the Prime of Their Lives (2010)